# فلیمنگتن (جورجیا)
فلیمنگتن، جورجیا (به انگلیسی: Flemington, Georgia) یک شهر در ایالات متحده آمریکا با جمعیت ۷۴۳ نفر است که در جورجیا واقع شده‌است.

## موقعیت جغرافیایی
موقعیت جغرافیایی شهرها و مناطق اطراف به شرح زیر است: